# Jerzy Zieliński
Pour les articles homonymes, voir Zieliński.
Jerzy Zielinski est un directeur de la photographie polonais, né le 8 janvier 1950, à Szczecin (Pologne)

## Filmographie[1]

### En tant queDirecteur de la photographie
- 1976 : ABC Book (Elementarz) de Wojciech Wiszniewski
- 1978 : Sztygar na zagrodzie de Wojciech Wiszniewski
- 1979 : Niewdziecznosc de Zbigniew Kaminski (Téléfilm)
- 1979 : Klucznik de Wojciech Marczewski (Téléfilm)
- 1980 : Aria for an Athlete (Aria dla atlety) de Filip Bajon
- 1981 : Wizja lokalna 1901 de Filip Bajon
- 1981 : Des endroits sensibles (Czułe Miejsca) de Piotr Andrejew
- 1981 : Dreszcze de Wojciech Marczewski
- 1982 : The Consul (Limuzyna Daimler-Benz) de Filip Bajon
- 1984 : Przeznaczenie de Jacek Koprowicz
- 1985 : Medium de Jacek Koprowicz
- 1986 : Flight of the Spruce Goose de Lech Majewski
- 1988 : Stars and Bars de Pat O'Connor
- 1988 : In a Shallow Grave de Kenneth Bowser
- 1989 : Calendrier meurtrier (The January Man) de Pat O'Connor
- 1989 : Valentino Returns de Peter Hoffman
- 1990 : Fools of Fortune de Pat O'Connor
- 1991 : L'Évasion du cinéma Liberté (Ucieczka z kina 'Wolnosc') de Wojciech Marczewski
- 1991 : Paradise de Mary Agnes Donoghue
- 1993 : Swing Kids de Thomas Carter
- 1995 : Little Surprises de Jeff Goldblum (court métrage téléfilm)
- 1995 : Houseguest de Randall Miller
- 1995 : Powder de Victor Salva
- 1997 : Le Nouvel Espion aux pattes de velours (That Darn Cat) de Bob Spiers
- 1997 : Washington Square de Agnieszka Holland
- 1998 : Méli-Mélo (Home Fries) de Dean Parisot
- 1999 : Mrs. Tingle (Teaching Mrs. Tingle) de Kevin Williamson
- 1999 : Unité spéciale - Une femme d'action (ATF) de Dean Parisot (Téléfilm)
- 1999 : Le Troisième Miracle (The Third Miracle) de Agnieszka Holland
- 1999 : Galaxy Quest de Dean Parisot
- 2001 : Bubble Boy de Blair Hayes
- 2001 : Who Is Cletis Tout? de Chris Ver Wiel
- 2002 : Monk (Série télévisée - Saison 1, épisodes 1 et 2)
- 2003 : Lizzie McGuire, le film (The Lizzie McGuire Movie) de Jim Fall
- 2004 : Dodgeball ! Même pas mal ! (Dodgeball: A True Underdog Story) de Rawshall Marshall Thurber
- 2004 : Bob l'éponge, le film (The SpongeBob SquarePants Movie) de Stephen Hillenburg
- 2005 : Braqueurs amateurs (Fun with Dick and Jane) de Dean Parisot
- 2008 : The Lazarus Project de John Glenn

### Autres métiers
- 1987 : Le Globe d'argent (Na srebrnym globie) de Andrzej Żuławski
- 1993 : Le Jardin secret (The Secret Garden) de Agnieszka Holland (photographe additionnel)
- 2004 : The Assassination of Richard Nixon de Niels Mueller (Directeur de la photographie de la seconde unité)

## Distinctions

### Récompenses
- 1981 : Dragon de Bronze au Cracow Film Festival pour ABC Book (Elementarz)
- 1979 : Meilleur photographe au Polish Film Festival pour Aria dla atlety